# Codec de vídeo
Um codec de vídeo é um programa que permite comprimir e descomprimir vídeo digital. Normalmente, os algoritmos de compressão usados resultam em uma perda de informação, porém existem alguns codecs que comprimem o arquivo sem que haja perda, por exemplo: HuffYUV, Lagarith, FFmpeg Video 1 e ProRes.
O problema que os codecs pretendem resolver é que a informação de vídeo é muito grande em relação ao que um computador é capaz de suportar. Esta é a forma como alguns segundos de vídeo em uma resolução aceitável podem ocupar um lugar respeitável em um meio de armazenamento típico (disco rígido, CD, DVD), e seu manuseamento (cópia, edição, visualização) pode levar facilmente a exceder as possibilidades do computador ou levá-lo ao seu limite.
Existe um complexo equilíbrio entre a qualidade do vídeo, a quantidade de dados necessários para representá-lo (também conhecida como taxa de bits (em inglês Bitrate)), a complexidade dos algoritmos de codificação e decodificação, a robustez contra perda de dados e erros, a facilidade de edição e outros fatores.